# 見光院
見光院（けんこういん、文政2年（1819年） - 天保14年8月15日（1843年9月8日））は、江戸時代の女性で、12代将軍・徳川家慶の側室。俗名は金。

## 生涯
江戸・京橋の菓子屋・風月堂の娘という説がある。幕臣・竹本安芸守沢右衛門の養女となる。その後、大奥に入り、家慶の寵愛を受ける。
天保4年（1833年）に七女・里姫、天保7年（1836年）に九女・吉姫、天保10年（1839年）に十女・万釵姫を出産するが、いずれも夭折した。
天保14年（1843年）8月15日（9月14日とも）に十一男・照耀院を出産するが、難産であったため、同日のうちに照耀院と共に死去。墓所は東京都港区の増上寺。戒名は見光院即得無生大姉。